# Clinopodium congestum
Clinopodium congestum là một loài thực vật có hoa trong họ Hoa môi. Loài này được (Boiss. & Hausskn.) Kuntze mô tả khoa học đầu tiên năm 1891.